# Freudiana (The Alan Parsons Project)
Freudiana è l'undicesimo album in studio del gruppo progressive rock britannico The Alan Parsons Project, fondato da Alan Parsons ed Eric Woolfson, pubblicato nel 1990 dalla EMI.
Ufficialmente è accreditato a Woolfson, ma, nella sostanza, è un prodotto appartenente a tutti gli effetti alla discografia dell'Alan Parsons Project. Può essere quindi considerato, in concreto, l'ultimo lavoro della band rock britannica, nonché l'ultima effettiva collaborazione tra Parsons e Woolfson. In seguito, i due proseguirono le proprie carriere soliste: Woolfson si dedicò alla composizione di musical teatrali, mentre Parsons pubblicò il suo primo disco da solista Try Anything Once nel 1993.

## Descrizione

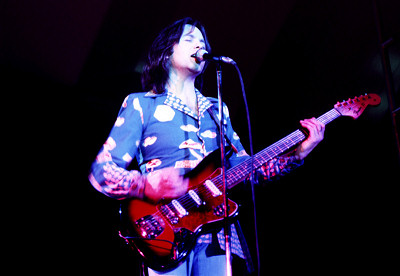
Eric Stewart nel 1976. In Freudiana canta in due brani The Ring e Upper Me.

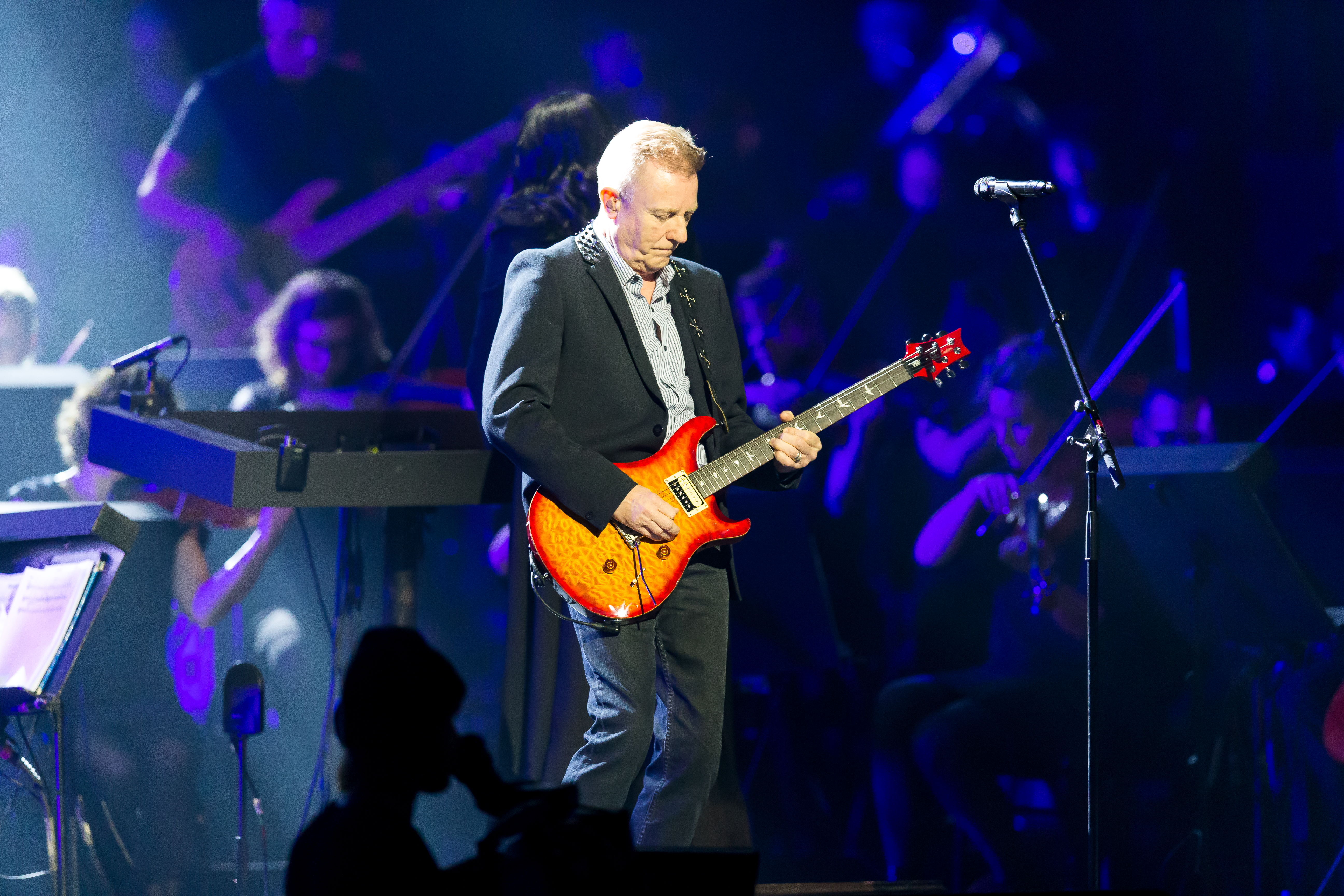
John Miles nel 2016. In Freudiana canta nel brano che chiude l'album There But For The Grace Of God.

Parsons e Woolfson, dopo aver terminato, nel dicembre del 1987, il lavoro sulla riedizione e revisione in digitale del loro primo album del 1976 Tales of Mystery and Imagination, firmano un nuovo contratto con la EMI per pubblicare un nuovo album del The Alan Parsons Project. Per un dissidio tra Parsons e Woolfson l'album non viene accreditato al The Alan Parsons Project ma semplicemente intitolato "Freudiana by Eric Woolfson". Lo scontro era sorto dalla decisione di Woolfson che durante la fase di registrazione aveva creato una sua società con Brian Brolly per poi mettere su un musical utilizzando Freudiana, musical che partirà a Vienna nel dicembre del 1990. Parsons che voleva mantenere la pubblicazione ordinaria e non trasformarla in un musical non diede l'ok per l'utilizzo del nome del Project. Parsons continua comunque a collaborare al musical Freudiana occupandosi della parte tecnica delle prime repliche, ve ne saranno quasi quattrocento, e nonostante gli spettacoli abbiano sempre il tutto esaurito, quando lo stesso non va oltre la città di Vienna, e Woolfson comincia a parlare di realizzare un altro musical, le strade dei due si dividono definitivamente con Parsons che non si sente adatto nel mondo del teatro. Freudiana quindi rimane l'ultima collaborazione, non accreditata, del "The Alan Parsons Project".

### Registrazione e pubblicazione
I lavori di registrazione vanno avanti per quasi due anni, fino agli inizi del 1990, presso lo studio di registrazione di Alan Parsons The Grange a Benenden in Inghilterra. L'album verrà pubblicato l'11 ottobre 1990, inizialmente solo in Europa. L'album senza alcun collegamento al Project avrà scarsissima visibilità, per molto tempo sarà introvabile nei negozi e le vendite molto al di sotto delle aspettative.

### Formazione
Per la realizzazione di Freudiana viene coinvolto lo stesso team dell'album precedente con Ian Bairnson alle chitarre, Stuart Elliott alla batteria e percussioni, Laurie Cottle al basso, Richard Cottle ai sintetizzatori e sassofono, Andrew Powell agli arrangiamenti orchestrali, Eric Woolfson alle tastiere e pianoforte ed Alan Parsons oltre che della produzione si occupa degli interventi con le tastiere addizionali. I cantanti sono Eric Woolfson, Chris Rainbow e John Miles, a cui si aggiungono le new entry Leo Sayer, Graham Dye, The Flying Pickets, Kiki Dee, Eric Stewart, Frankie Howerd, Marti Webb e Gary Howard. 

### Il concept
Il titolo del disco Freudiana è riferito a Sigmund Freud, il padre della psicoanalisi, con liriche che rappresentano la vita e le opere del medico e professore austriaco. Il termine freudiana indica l'insieme dei libri, manufatti e reperti archeologici collezionati da Freud. La scelta del titolo e del concept dell'album venne a Woolfson sulla scia dei grandi successi ottenuti con i due album precedenti del Project dedicati a singoli personaggi storici, Edgar Allan Poe per Tales of Mystery and Imagination - Edgar Allan Poe del 1976 e Antoni Gaudí per Gaudi del 1987.

### Stile musicale
Freudiana è un disco molto vario con brani divertenti molto orientati al musical (Funny You Should Say That e Sects Therapy), struggenti (Don't Let the Moment Pass e There But For the Grace of God), di forte emotività (Far Away From Home e No One Can Love You Better Than Me). Vi sono ottime strumentali (The Nirvana Principle e Beyond The Pleasure Principle) dove Parsons esprime tutte le sue potenzialità, e veri e propri capolavori dove Woolfson raggiunge l'apice della sua vocalità (Freudiana e Dora).

### Il "Black Album"
Del disco esiste anche una seconda versione, intitolata sempre Freudiana, ma conosciuta anche come "Black Album" per via della copertina di colore nero. Trattasi della prima trasposizione dell'album sul palco come Black Freudiana - Deutsche Originalaufnahme e cantata in lingua austriaca a Vienna nel 1990, prima che questo album in studio ("White Album") vedesse la luce. Pur essendo ormai fuori produzione, viene anche considerato come il primo album discografico a nome Eric Woolfson.

## Tracce
Testi e musiche di Eric Woolfson, eccetto lo strumentale Beyond the Pleasure Principle a cura di Alan Parsons
Freudiana
Edizioni musicali EMI.
1. The Nirvana Principle (Strumentale) – 3:45 (Eric Woolfson) – Tastiere: Eric Woolfson • Tastiere addizionali: Alan Parsons • Chitarre: Ian Bairnson • Batteria e percussioni: Stuart Elliott • Basso: Laurie Cottle • Sintetizzatori e sassofono: Richard (Trix) Cottle • Orchestra: diretta e arrangiata da Andrew Powell
2. Freudiana – 6:31 (Eric Woolfson) – Voce e tastiere: Eric Woolfson • Tastiere addizionali: Alan Parsons • Chitarre: Ian Bairnson • Batteria e percussioni: Stuart Elliott • Basso: Laurie Cottle • Sintetizzatori e sassofono: Richard (Trix) Cottle • Orchestra: diretta e arrangiata da Andrew Powell
3. I Am A Mirror – 4:07 (Eric Woolfson) – Voce: Leo Sayer • Tastiere: Eric Woolfson • Tastiere addizionali: Alan Parsons • Chitarre: Ian Bairnson • Batteria e percussioni: Stuart Elliott • Basso: Laurie Cottle • Sintetizzatori e sassofono: Richard (Trix) Cottle • Orchestra: diretta e arrangiata da Andrew Powell
4. Little Hans – 3:15 (Eric Woolfson) – Voce: Graham Dye • Tastiere: Eric Woolfson • Tastiere addizionali: Alan Parsons • Chitarre: Ian Bairnson • Batteria e percussioni: Stuart Elliott • Basso: Laurie Cottle • Sintetizzatori e sassofono: Richard (Trix) Cottle • Orchestra: diretta e arrangiata da Andrew Powell
5. Dora – 3:51 (Eric Woolfson) – Voce e tastiere: Eric Woolfson • Tastiere addizionali: Alan Parsons • Chitarre: Ian Bairnson • Batteria e percussioni: Stuart Elliott • Basso: Laurie Cottle • Sintetizzatori e sassofono: Richard (Trix) Cottle • Orchestra: diretta e arrangiata da Andrew Powell
6. Funny You Should Say That – 4:36 (Eric Woolfson) – Voci: The Flying Pickets • Tastiere: Eric Woolfson • Tastiere addizionali: Alan Parsons • Chitarre: Ian Bairnson • Batteria e percussioni: Stuart Elliott • Basso: Laurie Cottle • Sintetizzatori e sassofono: Richard (Trix) Cottle • Orchestra: diretta e arrangiata da Andrew Powell
7. You're On Your Own – 3:54 (Eric Woolfson) – Voce: Kiki Dee • Tastiere: Eric Woolfson • Tastiere addizionali: Alan Parsons • Chitarre: Ian Bairnson • Batteria e percussioni: Stuart Elliott • Basso: Laurie Cottle • Sintetizzatori e sassofono: Richard (Trix) Cottle • Orchestra: diretta e arrangiata da Andrew Powell
8. Far Away From Home – 3:12 (Eric Woolfson) – Voci: The Flying Pickets • Tastiere: Eric Woolfson • Tastiere addizionali: Alan Parsons • Chitarre: Ian Bairnson • Batteria e percussioni: Stuart Elliott • Basso: Laurie Cottle • Sintetizzatori e sassofono: Richard (Trix) Cottle • Orchestra: diretta e arrangiata da Andrew Powell
9. Let Yourself Go – 5:26 (Eric Woolfson) – Voce e tastiere: Eric Woolfson • Tastiere addizionali: Alan Parsons • Chitarre: Ian Bairnson • Batteria e percussioni: Stuart Elliott • Basso: Laurie Cottle • Sintetizzatori e sassofono: Richard (Trix) Cottle • Orchestra: diretta e arrangiata da Andrew Powell
10. Beyond The Pleasure Principle (Strumentale) – 3:14 (Alan Parsons) – Tastiere: Eric Woolfson • Tastiere addizionali: Alan Parsons • Chitarre: Ian Bairnson • Batteria e percussioni: Stuart Elliott • Basso: Laurie Cottle • Sintetizzatori e sassofono: Richard (Trix) Cottle • Orchestra: diretta e arrangiata da Andrew Powell
11. The Ring – 4:23 (Eric Woolfson) – Voce: Eric Stewart • Tastiere: Eric Woolfson • Tastiere addizionali: Alan Parsons • Chitarre: Ian Bairnson • Batteria e percussioni: Stuart Elliott • Basso: Laurie Cottle • Sintetizzatori e sassofono: Richard (Trix) Cottle • Orchestra: diretta e arrangiata da Andrew Powell
12. Sects Therapy – 3:40 (Eric Woolfson) – Voce: Frankie Howerd • Tastiere: Eric Woolfson • Tastiere addizionali: Alan Parsons • Chitarre: Ian Bairnson • Batteria e percussioni: Stuart Elliott • Basso: Laurie Cottle • Sintetizzatori e sassofono: Richard (Trix) Cottle • Orchestra: diretta e arrangiata da Andrew Powell
13. No One Can Love You Better Than Me – 5:41 (Eric Woolfson) – Voce: Kiki Dee, Marti Webb, Gary Howard • Voce e tastiere: Eric Woolfson • Tastiere addizionali: Alan Parsons • Chitarre: Ian Bairnson • Batteria e percussioni: Stuart Elliott • Basso: Laurie Cottle • Sintetizzatori e sassofono: Richard (Trix) Cottle • Orchestra: diretta e arrangiata da Andrew Powell
14. Don't Let The Moment Pass – 3:41 (Eric Woolfson) – Voce: Marti Webb • Tastiere: Eric Woolfson • Tastiere addizionali: Alan Parsons • Chitarre: Ian Bairnson • Batteria e percussioni: Stuart Elliott • Basso: Laurie Cottle • Sintetizzatori e sassofono: Richard (Trix) Cottle • Orchestra: diretta e arrangiata da Andrew Powell
15. Upper Me – 5:16 (Eric Woolfson) – Voce: Eric Stewart • Tastiere: Eric Woolfson • Tastiere addizionali: Alan Parsons • Chitarre: Ian Bairnson • Batteria e percussioni: Stuart Elliott • Basso: Laurie Cottle • Sintetizzatori e sassofono: Richard (Trix) Cottle • Orchestra: diretta e arrangiata da Andrew Powell
16. Freudiana (Strumentale) – 3:43 (Eric Woolfson) – Tastiere: Eric Woolfson • Tastiere addizionali: Alan Parsons • Chitarre: Ian Bairnson • Batteria e percussioni: Stuart Elliott • Basso: Laurie Cottle • Sintetizzatori e sassofono: Richard (Trix) Cottle • Orchestra: diretta e arrangiata da Andrew Powell
17. Destiny – 0:51 (Eric Woolfson) – Voce: Chris Rainbow • Tastiere: Eric Woolfson • Tastiere addizionali: Alan Parsons • Chitarre: Ian Bairnson • Batteria e percussioni: Stuart Elliott • Basso: Laurie Cottle • Sintetizzatori e sassofono: Richard (Trix) Cottle • Orchestra: diretta e arrangiata da Andrew Powell
18. There But For The Grace Of God – 5:56 (Eric Woolfson) – Voce: John Miles • Tastiere: Eric Woolfson • Tastiere addizionali: Alan Parsons • Chitarre: Ian Bairnson • Batteria e percussioni: Stuart Elliott • Basso: Laurie Cottle • Sintetizzatori e sassofono: Richard (Trix) Cottle • Orchestra: diretta e arrangiata da Andrew Powell

Durata totale: 75:02

## Analisi

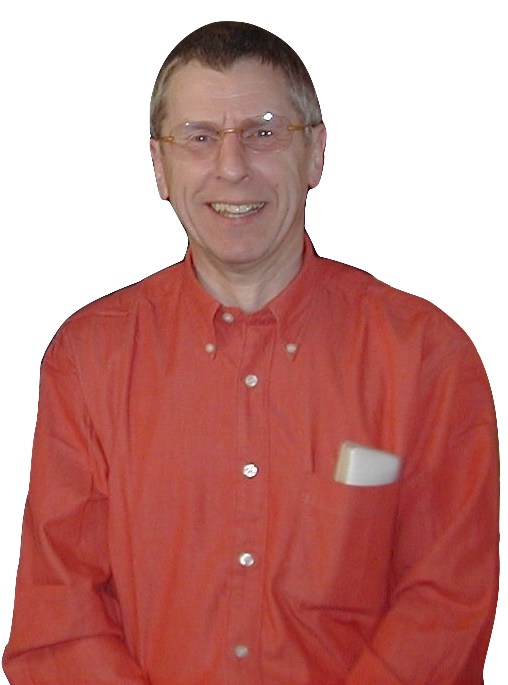
Chris Rainbow nel 2001. In Freudiana canta nel brano Destiny.

The Nirvana PrincipleÈ l'apertura strumentale dell'album, modalità utilizzata spesso dal Project. Il Principio del Nirvana descrive uno stato di tranquillità in cui l'attività mentale di una persona è ridotta a zero. Il termine Nirvana fu utilizzato in occidente per la prima volta dal filosofo Schopenhauer e la psicoanalista Barbara Low utilizzò per prima l'espressione Nirvana principle. Il brano comincia con Parsons che riesce a creare una spettacolare atmosfera misteriosa avvolta dai suoni dei sintetizzatori e da una moltitudine di effetti che riportano l'ascoltare alla complessità di Where's The Walrus? dell'album Stereotomy. Dopo un minuto e mezzo il brano aumenta di potenza e prende corpo e ritmo con il progressivo inserimento delle batterie di Elliott, del basso di Cottle e delle chitarre di Bairnson, il tutto amalgamato da una perfetta gestione della stereofonia. Dopo il prepotente inserimento degli ottoni di Powell, che intonano la melodia del brano successivo, si ha l'impressione che la banda del mixer sia saturata per poi scemare nei rumori della giungla che collegano al brano seguente.
FreudianaIl brano, cantato da Woolfson, assieme alla precedente strumentale The Nirvana Principle ricreano il binomio Sirius/Eye in the Sky già risultato vincente nel 1982. L'inizio soft del brano è caratterizzato dal flauto di pan che viene avvolto dai rumori della giungla, a simboleggiare la giungla del subconscio. Immediatamente si inseriscono i sintetizzatori, che impostano tre accordi che diventano la base armonica dei versi, il basso e la batteria in puro stile parsoniano. Questo brano viene considerato dagli appassionati del Project la miglior performance canora di Woolfson abbinata ad un'ottima ingegneria del mixaggio di Parsons. Freudiana è un'introduzione all'opera di Freud con il testo che descrive il protagonista solo e depresso, in una camera da letto, che trova un libro di Freud e decide di leggerlo. Quindi vi è la citazione dei pazienti più famosi, The Wolfman, alias Serguei Pankejeff, The Ratman, alias Ernst Lanzer, Anna O., alias Bertha Pappenheim ed infine il piccolo Hans, Herbert Graf il più giovane paziente di Freud.

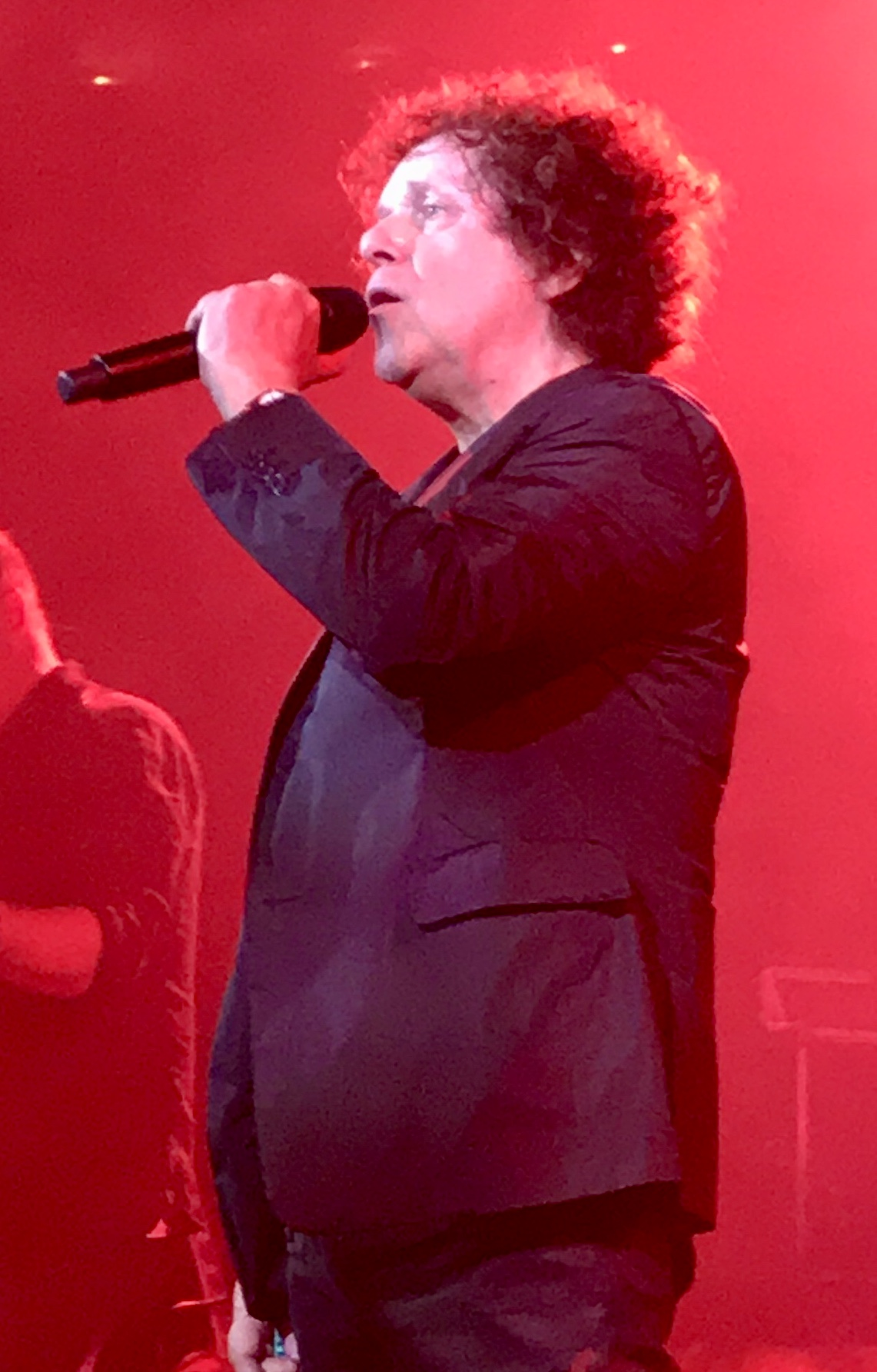
Leo Sayer nel 2019. Session man del Project solo in Freudiana, canta nel brano I Am A Mirror.

I Am A MirrorIl testo della canzone descrive la funzione dello psicoanalista. La melodia è allegra, con le note che imitano un cronometro, ad indicare il flusso implacabile della vita. La new entry Leo Sayer effettua con disinvoltura numerosi cambi di tono passando da quelli molto melodici a quelli fortemente acuti. Dopo due minuti Powell inserisce con maestria l'orchestra che si esalta con arpeggi velocissimi contrastati dagli ottoni che salgono progressivamente. Il brano risulta quindi un classico esempio di rock progressivo con moltitudine di strumenti e cambi sia di tono che di linea melodica.
Little HansIl brano prende il nome dal più giovane paziente di Freud che soffriva di una fobia dei cavalli che fu interpretata da Freud come timore di essere castrato conseguenza del suo complesso di Edipo. La melodia ed il cantato ricordano Penny Lane dei Beatles con Graham Dye, che aveva già cantato nell'album Stereotomy del 1986, che offre una grande prestazione alla Lennon dei primi anni.
DoraDora è lo pseudonimo della paziente più famosa di Freud, Ida Bauer curata per un grave caso di isteria ricondotto da Freud al complesso di Edipo. Woolfson, che è sia autore che cantante, si discosta dalla realtà dei fatti con un testo dove Dora viene rassicurata di star vivendo solo un sogno. La melodia è molto curata e nonostante sia lenta, per gli standard del Project, risulta molto gradevole ben amalgamata con le chitarre soft di Bairnson e le soffuse intrusioni dell'orchestra.
Funny You Should Say ThatL'ascoltatore che arriva per la prima volta a questa traccia percepirà subito di non trovarsi in un classico album del Project. Per la prima volta Parsons e Woolfson utilizzano un gruppo di cantanti a cappella, i The Flying Pickets, che ebbero un grande successo nel dicembre del 1983 con la cover di Only You degli Yazoo. Il testo tratta dell'interpretazione dei sogni, con vari personaggi che descrivono un sogno al loro psicologo. Il brano è costellato di suoni e rumori tipici dei cartoni animati, il ritmo è vivacissimo ed anche il cantato è espresso velocemente, tanto che il testo risulterà uno dei più lunghi scritto da Woolfson. Ovviamente i membri del The Flying Pickets cantano in stile teatrale e spesso quasi senza musica. La canzone nel complesso è molto interessante e si percepisce la solita attenzione di Parsons per l'ingegneria del mixaggio, anche se resta comunque indovinata per un disco che poi diverrà musical, ma non per un disco del Project, sicuramente una delle note stonate che portarono Parsons a non far accreditare al The Alan Parsons Project l'album.

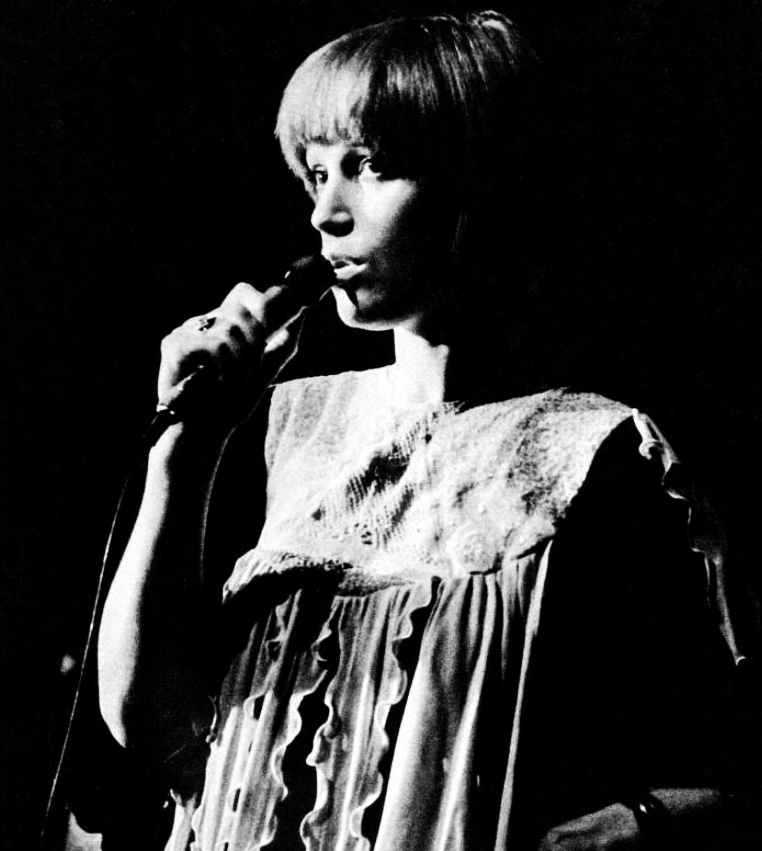
Kiki Dee nel 1974. Session man del Project solo in Freudiana, canta nei brani You're On Your Own e No One Can Love You Better Than Me.

You're On Your OwnNel brano, cantato da Kiki Dee, si esamina la relazione madre-figlio. Si tratta di un brano decisamente rock con Bairnson che a metà brano compie un ottimo assolo di chitarra.
Far Away From HomeIl tema di questo brano sono le lamentele dell'Uomo Lupo, dell'Uomo Ratto e del giudice alias Daniel Paul Schreber, alcuni tra i più famosi pazienti di Freud. Ritroviamo il gruppo a cappella The Flying Pickets che stavolta si esibisce in una canzone dal tema molto più classico quasi Mozartiano.
Let Yourself GoIl brano tratta del famoso medico e clinico francese Jean-Martin Charcot, considerato il padre della neurologia moderna. Le sue opere sull'isteria e sulle cure mediante ipnosi ispirarono i lavori di Freud. Nel testo si cita l'ipnosi e la voce di Woolfson conferiscono al brano un tono caldo e chiaro.
Beyond the Pleasure PrincipleLa strumentale, realizzata interamente da Parsons, prende il nome da un libro di Freud, Al di là del principio di piacere, incentrato sui temi dell'Eros e del Thanatos. Il brano è ricco e complesso come quello di apertura dell'album, Parsons utilizza tutti gli effetti e gli strumenti a disposizione, compresa l'orchestra di Powell. Dopo un'apertura molto sinfonica comincia un duello tra i piatti della batteria e la tastiera a cui progressivamente si aggiungono sempre più strumenti passando per ritmi charleston, jazz ed assoli di sassofono e chitarre. Potrebbe rientrare tranquillamente nella top ten delle strumentali di Parsons.
The RingIl brano tratta della vicenda dell'anello di Freud. Nel 1912 Freud ed alcuni discepoli crearono un'associazione segreta con l'intento di preservare dagli influssi esterni gli insegnamenti di Freud. Durante il primo incontro Freud diede a ciascun membro un anello d'oro con un intaglio greco antico della sua collezione personale, gli anelli avrebbero simboleggiato la lealtà della confraternita verso Freud. Il brano è cantato dalla new entry Eric Stewart che aveva fatto parte di due gruppi di successo, negli anni 60 dei The Mindbenders e negli anni 70 dei 10cc. All'epoca di Freudiana era ancora recente il successo ottenuto da Phil Collins nel 1988 con la cover di A Groovy Kind of Love, cantata da Stewart negli anni '60. The Ring è caratterizzato da una linea ritmica non tipica del Project e con la voce di Stewart che si armonizza bene al tono nostalgico della melodia. Molto presente Bairnson con le sue chitarre che seguono il cantato. Di questo brano nel complesso ci si ricorda più il ritmo delle chitarre che del resto.

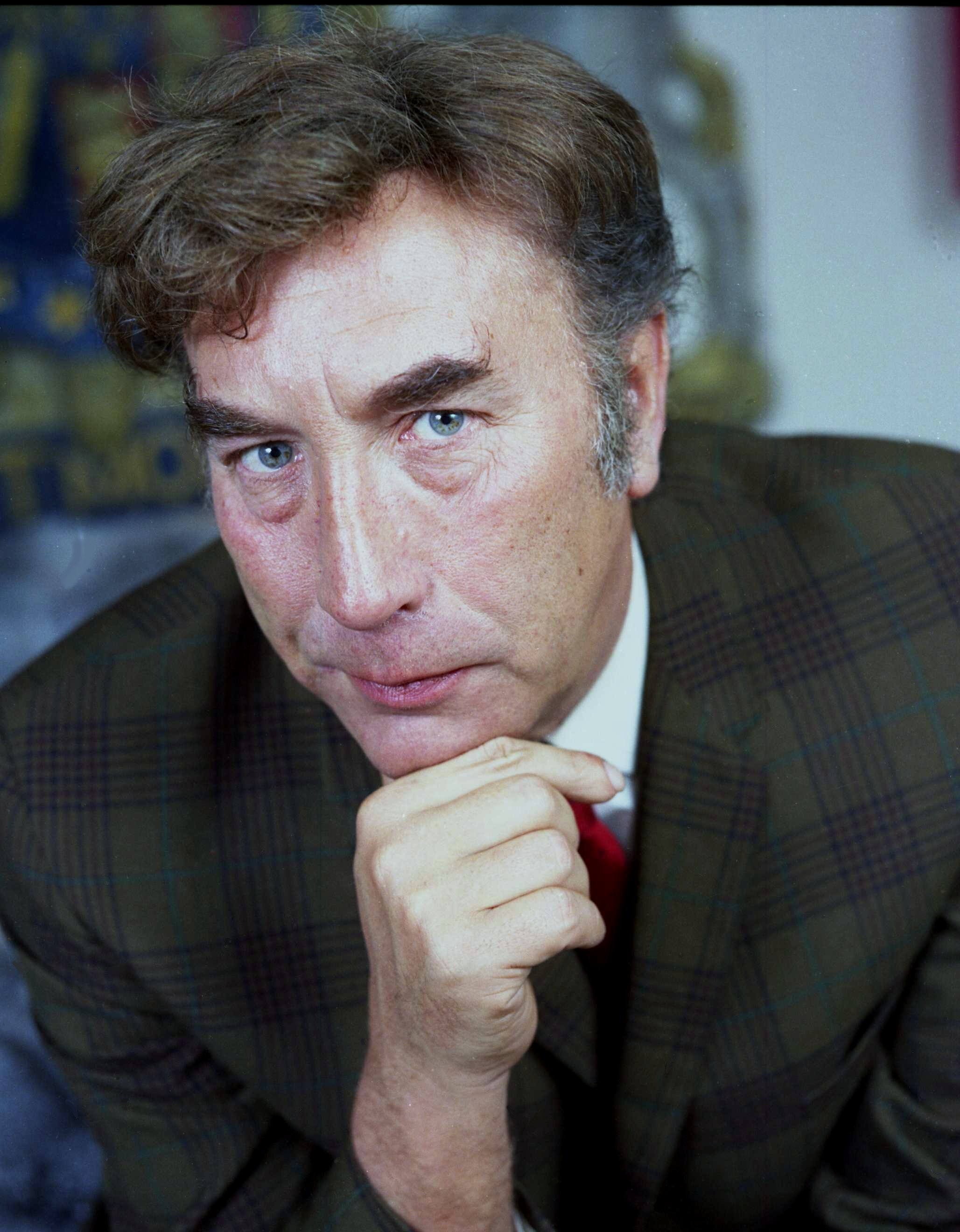
Frankie Howerd nel 1976. In Freudiana canta nel brano Sects Therapy.

Sects TherapyQuesta traccia tratta delle potenziali devianze e tranelli che può tendere la psicoanalisi, L'attore Frankie Howerd interpreta questa brano che risulta totalmente destinato al musical. Non ha nulla a che vedere con la produzione del Project. Howerd morirà appena due anni dopo la pubblicazione dell'album.
No One Can Love You Better Than MeIl tema trattato dal brano è il complesso di Edipo, uno dei principali concetti teorizzati da Freud. Il complesso consiste nel desiderio inconscio del bambino di avere rapporti sessuali con il genitore del sesso opposto e il conseguente desiderio di eliminare il genitore dello stesso sesso. Anche questo brano è tipico del musical e vi sono ben quattro voci, oltre Woolfson abbiamo Kiki Dee, Marti Webb e Gary Howard. Marti Webb è un'attrice inglese, del 1944, con una voce molto ariosa e cristallina. Gary Howard, del 1955, ha fatto parte dei The Flying Pickets dal 1986 al 1994 per proseguire come solista. Nel brano Kiki Dee interpreta il ruolo della madre che inizia la canzone per poi essere sostituita da Gary Howard che interpreta il padre, e che con la sua voce potente esalta le percussioni ed il progressivo inserimento dell'orchestra. Woolfson si ritaglia il ruolo del figlio ed il suo cantato è accompagnato da trombe e percussioni in stile marziale. Marti Webb è l'ultima ad inserirsi nella veste della figlia. L'ultima strofa ,finalmente  in cui cantano tutti insieme conclude questo bel pezzo. È perfetto per un musical, ma comunque molto meno casuale del brano precedente.
Don't Let The Moment Passil brano cantato da Marti Webb affronta un tema universale ricreando un inno al romanticismo. La melodia è molto gradevole ma anche stavolta non nei canoni del Project ma molto adatta al contesto da musical di Freudiana.
Upper MeIl testo affronta l'argomento dell'ego e dell'io. Upper Me è il secondo brano cantato da Eric Stewart, ma ora si trova alle prese con una tipica melodia parsoniana con forte presenza dei sintetizzatori ed un ottimo assolo di Bairnson nella parte finale. Sicuramente grazie a questa interpretazione Stewart verrà poi riconvocato da Parsons nei due suoi successivi album da solista Try Anything Once del 1993 e On Air del 1996.
FreudianaPer la strumentale dal titolo Freudiana Parsons e Woolfson danno carta bianca a Powell per realizzare qualsiasi variazione sul tema. Il risultato è ottimo con grande inventiva ed ottimi inserimenti al sax.
DestinyQuesta breve traccia di meno di un minuto rappresenta il ritorno alla realtà del paziente al termine della sua seduta ed un gradevole collegamento al brano finale. La scelta di Rainbow, come cantante, sembra più un omaggio per fargli esprimere un assaggio del suo talento canoro. Si tratta del bridge già sentito nel brano "You're on your own".
There But For The Grace Of GodIl brano, cantato da John Miles, è un inno alla condizione umana. La voce potente di Miles si fonde con la melodia rilasciando un brano suadente con una crescita di tono graduale che sfocia in un assolo di sax.

## Formazione[25]

### Leader
- Eric Woolfson – voce (traccia 2,5,9,13), tastiere (traccia 1,2,3,4,5,6,7,8,9,10,11,12,13,14,15,16,17,18), autore testi e musiche (traccia 1,2,3,4,5,6,7,8,9,11,12,13,14,15,16,17,18), produttore esecutivo
- Alan Parsons – tastiere addizionali (traccia 1,2,3,4,5,6,7,8,9,10,11,12,13,14,15,16,17,18), autore musiche (traccia 10), ingegnere del suono, produttore

### Session Man
Cantanti
- Leo Sayer: Voce (traccia 3)
- Graham Dye: Voce (traccia 4)
- The Flying Pickets: Voci (traccia 6,8)
- Kiki Dee: Voce (traccia 7,13)
- Eric Stewart: Voce (traccia 11,15)
- Frankie Howerd: Voce (traccia 12)
- Marti Webb: Voce (traccia 13,14)
- Gary Howard: Voce (traccia 13)
- Chris Rainbow: Voce (traccia 17)
- John Miles: Voce (traccia 18)

Musicisti
- Ian Bairnson – chitarre (traccia 1,2,3,4,5,6,7,8,9,10,11,12,13,14,15,16,17,18)
- Laurie Cottle – basso (traccia 1,2,3,4,5,6,7,8,9,10,11,12,13,14,15,16,17,18)
- Stuart Elliott – batteria e percussioni (traccia 1,2,3,4,5,6,7,8,9,10,11,12,13,14,15,16,17,18)
- Richard (Trix) Cottle – sintetizzatori e sassofono (traccia 1,2,3,4,5,6,7,8,9,10,11,12,13,14,15,16,17,18)

Orchestra
- The Philharmonia Orchestra - (traccia 1,2,3,4,5,6,7,8,9,10,11,12,13,14,15,16,17,18)
- Andrew Powell - Direttore e arrangiamento (traccia 1,2,3,4,5,6,7,8,9,10,11,12,13,14,15,16,17,18)

## Videoclip
FreudianaPer il brano Freudiana viene realizzato un videoclip, che sarà l'ultimo del The Alan Parsons Project, in cui oltre a ballerini e figuranti, l'unico membro del gruppo a comparire, sia mentre suona il piano che mentre canta, è Eric Woolfson

## Classifiche
| Nazione     | Miglior posizione in classifica | Settimane di permanenza |
| ----------- | ------------------------------- | ----------------------- |
| Austria     | 7º                              | 12                      |
| Germania    | 50º                             | 10                      |
| Paesi Bassi | 51º                             | 8                       |